# Кет-ан-Бомон
Кет-ан-Бомон (фр. Quet-en-Beaumont) — коммуна во Франции, находится в регионе Рона — Альпы. Департамент коммуны — Изер. Входит в состав кантона Матезин-Триев. Округ коммуны — Гренобль.
Код INSEE коммуны — 38329. Население коммуны на 2006 год составляло 63 человека. Населённый пункт находится на высоте от 581 до 1 664 метров над уровнем моря. Муниципалитет расположен на расстоянии около 530 км юго-восточнее Парижа, 135 км юго-восточнее Лиона, 45 км южнее Гренобля. Мэр коммуны — Elisabeth Mostacchi, мандат действует на протяжении 2008—2014 гг.
Динамика населения (INSEE):